# Megalènsia
Megalènsia o Megalèsia (en llatí Ludi Megalenses) era un festival romà que se celebrava el mes d'abril en honor de Cíbele que prenia el nom de μεγάλη θεός "Megale Theos", la mare dels déus, Magna Mater, en llatí, i d'on el festival en va agafar la denominació.

## Història
Hi ha dues etapes diferenciades en la celebració de la Megalènsia, primer sota la República i després, més desenvolupada, durant l'Imperi. Al segle ii aC se celebrava a Roma durant el mes d'abril. L'estàtua de la deessa, una pedra sagrada que la representava, es va portar des de Pessinus l'any 204 aC, i el dia de la seva arribada es va celebrar amb una gran processó, un lectisterne (un banquet públic i sagrat on la divinitat també hi prenia part ajaguda en un llit) i uns jocs. A la processó hi va assistir molta gent, que portava regals per la deessa i la van acompanyar fins al temple de la Victòria, al Palatí, lloc del seu descans temporal, segons diu Marc Terenci Varró. La celebració de la Megalènsia no va començar fins deu anys després, el 194 aC, quan el temple que s'havia promès a Cíbele va ser acabat consagrat per Marc Juni Brut, segons diu Titus Livi, un temple que s'havia començat l'any 204 aC. El temple estava situat dins del Pomerium, cosa que sembla voler dir que la deessa no era considerada una divinitat estrangera. A partir de l'any 204 aC, la Megalènsia se celebrava anualment.

### Rituals
Els ritus estaven inicialment sota un sacerdot o sacerdotessa nascuts a Frígia (d'on era originària la deessa), però van anar augmentant els servidors i existia un archigallus, com a cap dels sacerdots, els Gallus, i també una sacerdotessa en cap (maxima matris), que mencionen moltes inscripcions. Els sacerdots portaven una mitra al cap i un vestit de color porpra, i penjada al coll una imatge de la deessa. El festival durava sis dies, i començava el 4 d'abril. Era costum que durant aquests dies els ciutadans es convidessin els uns als altres (mutito), però va arribar un moment en què es van produir tals extravagàncies que es va haver d'emetre un senatusconsultum l'any 161 aC que confirmava la Lex Fannia sumptuaria, ordenant que ningú anés més enllà d'unes determinades despeses en la celebració, segons diu Aulus Gel·li.
Els jocs que se celebraven eren purament escènics encara que alguns indicis fan creure que també n'hi podien haver de circenses. Es feien al Palatí, al temple de la deessa i més tard també als teatres. Es feien representacions teatrals especialment el tercer dia del festival. Se sap que quatre de les obres de teatre que han perviscut de Terenci, es van representar durant les Megalènsia. Els jocs estaven sota la supervisió dels edils curuls fins a l'època d'August, que els va treure la responsabilitat i la va donar al pretor. La processó anava encapçalada pels sacerdots, que portaven la imatge sagrada de Cíbele en un carro i la passejaven per la ciutat mentre cantaven himnes en grec i recollien els donatius que la gent els feia quan passaven.

### Durant l'Imperi
Sota l'Imperi es va augmentar el ritual i les cerimònies, que van prendre un caràcter nou, més oriental i més simbòlic. Després de la Segona Guerra Púnica, va adoptar la forma d'un agraïment a la deessa per l'ajuda concedida per la victòria, i es van celebrar gran quantitat d'espectacles teatrals i de festes, sobretot dirigides als patricis. Va modificar aviat la forma, recordant que Cíbele representava la terra i la fecunditat, i que l'any de la seva arribada va ser especialment productiu. Atis el pàredre de la deessa, representava el sol, i durant l'època del festival, el sol comença a fer el dia més llarg que la nit. És possible que els canvis rituals en la celebració es comencessin a posar en pràctica quan Lucreci i Catul van parlar del tema als seus poemes, encara que se sap que al sud d'Itàlia hi havia rituals molt elaborats per honorar a Cíbele, que no es van consolidar abans de l'època de Claudi. En algun moment de l'Imperi es van allargar els dies de celebració, lligats amb les festes d'Atis, que es feien el 15 de març, dia que als calendaris romans s'anomenava també canna intrat (entren les canyes), quan se celebrava una processó d'homes i dones que portaven canyes, considerades sagrades per al déu Atis. Sembla que Atis s'amagava entre les canyes quan va ser descobert per Cíbele. El 22 de març se celebrava la festa anomenada arbor intrat (entra l'arbre) quan es portava el pi sagrat d'Atis guarnit amb llana i corones de color porpra al temple de Cíbele. El 24 de març se celebrava el dies sanguinis (dia de la sang), i el cap dels Gallus es feria als braços amb un ganivet, feia dejuni i guardava un dia de dol. El 25 de març era el dia de la gran alegria (hilaria) celebrat amb un festival, i finalment el 27 de març es portava amb carro la imatge sagrada de Cíbele fins al riu Almone (un afluent del Tíber), a mig km de les muralles de la ciutat, on es rentava. La imatge era una pedra negra sagrada (potser un meteorit) a la que s'havia afegit un cap de dona de plata. les cerimònies acabaven amb un festival on participava tothom, semblant a un carnaval. El 4 d'abril s'iniciaven, com abans, el Ludi Megalenses. Aquestes cerimònies van durar fins a una època tardana en diversos llocs. Hi ha un text de Gregori de Tours que diu que Simplici va veure la processó de Cíbele a Autun al segle v, on els assistents cantaven i ballaven demanant prosperitat pels camps i per les vinyes.